# Bodman

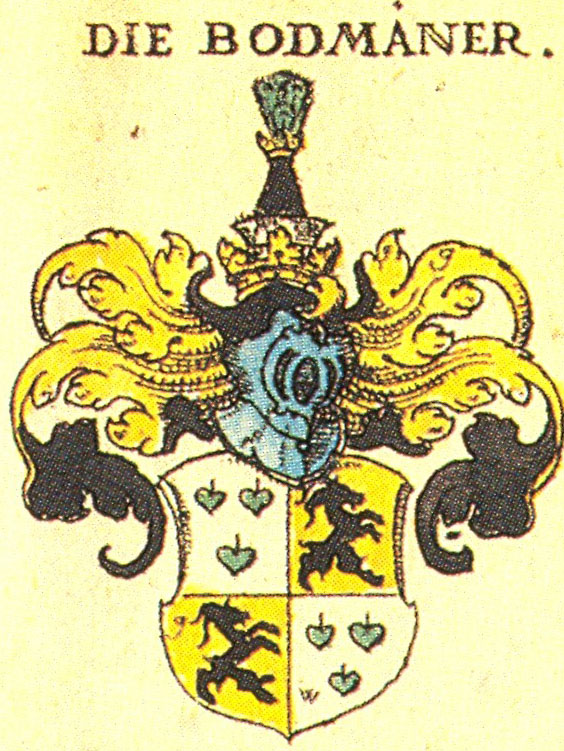
Escut d'armes dels Bodmann

La família de Bodmann o Bodman és una família de la noblesa suaba, pertanyent a l'Uradel, i implantada a Alemanya i a Suïssa. Les seves arrels remunten a la senyoria de Bodmann (a vegades citada com a comtat) i a la fortalesa Bodmann, prop del llac de Constança. Certs senyors Bodmann es van posar al servei del Sacre Imperi Romanogermànic. Els hereus dels comtes de Bodmann existeixen encara avui dia i regeixen l'empresa familiar.

## Història

### Origen
L'origen del nom de Bodmann és difícil â definir. Els cronistes li donen diverses etimologies: segons uns, derivaria d'un "castrum Botani" o un "palatium Potamium" o " Potamicurn" castell imperial carolingi, del que hauria derivat el nom de Bodmann. Segons altres, existia ja, des de l'any 299, un castell d'aquest nom, situat a l'emplaçament del castell de Frauenberg on s'ensenya encara una fossa que hauria servit de calabós a St. Othmar. D'altres encara veuen l'etimologia del nom en l'alemany "Bod", "missatger".
La primera menció als documents és del 1152, quan s'esmenta un Eberhardus de Bodemen.
El 1155 Arnold de Brescia va escriure a l'emperador Barba-roja, Frederic de Hohenstaufen, demanant l'enviament d'alguns homes d'una intel·ligència superior per sostenir el dret imperial contra el papat, i aquest va designar molt particularment a Eberhard de Bodemen. Una altra crònica esmenta que una Rosina de Bodmann va ser la sacrificada amiga de l'emperadriu Hildegarda, esposa de Carlemany.

### Empreses Bodmann
L'actual dirigent de la Casa Bodmann és el comte Eric de Bodmann, net del comte Othmar. L'empresa familiar administra sobretot societats agrícoles i forestals, s'ocupa de les activitats turístiques al llac de Constança i produeix vi al castell Bodmann.

## Dominis i possessions

### Ruïnes del "vell castell Bodmann" (Altbodmann)

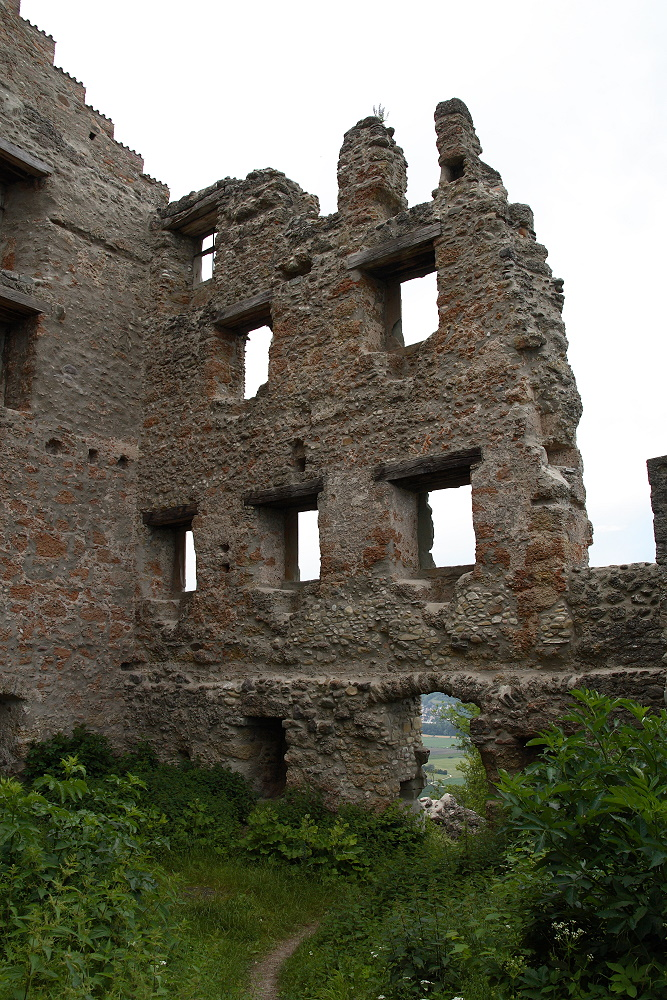
Ruïnes d'Altbodmann

Antiga fortalesa situada a la rodalia de la ciutat de Bodman-Ludwigshafen al districte de Constança a Baden-Württemberg, el seu origen remuntaria al segle xiii. La seva posició elevada (627 m d'altitud) permetia a la família, que en va fer la seva seu principal, de dominar tota la regió.

El 17 d'octubre de 1307, en el moment d'una festa de família, un llamp va colpeixar al castell i va conduir a un greu incendi: el castell fou totalment destruït i tots els Bodmann, els seus servidors i alguns invitats d'altres famílies presents, van morir. Entre ells: Conrad, Hans, Catarina, Adelaida i Anna de Bodman, Godofreu de Kreyen, Enric de Blumegg i Joan de Schellenberg. Només el més jove membre mascle, Joan de Bodmann, va sobreviure gràcies a la seva dida que el va posar en un perol i el va fer rodar de l'alçària de la muntanya. Joan de Bodmann va fer construir un altre castell sobre el mont oposat, que fou acabat el 1332. Serà el fundador d'una nova línia de la qual els descendents prendran el nom de Johannes (Joans) en record del seu avi.

### Castell d'Espasingen
Construït pels senyors de Bodman, el seu origen remunta al segle xvi. És situat en un barri de Stockach, al districte de Constança (Baden-Württemberg).
Els Bodmann s'hi van instal·lar molt particularment després de la destrucció per les tropes franceses del segon castell d'Altbodman el 15 d'agost de 1643 durant la Guerra dels Trenta Anys. El castell d'Espasingen però serà igualment destruït durant la guerra de Trenta anys, si bé després fou reconstruït el 1682-1685 per Hans de Bodmann i la seva esposa Maria-Salomé Schindelin de Unterraitenau. Després d'aquest període, molts Bodmann hi residiren; l'últim va ser el baró Joan de Bodmann, mort el 1816. El castell va experimentar un incendi devastador el 28 de març de 1892, que va destruir els principals edificis històrics.

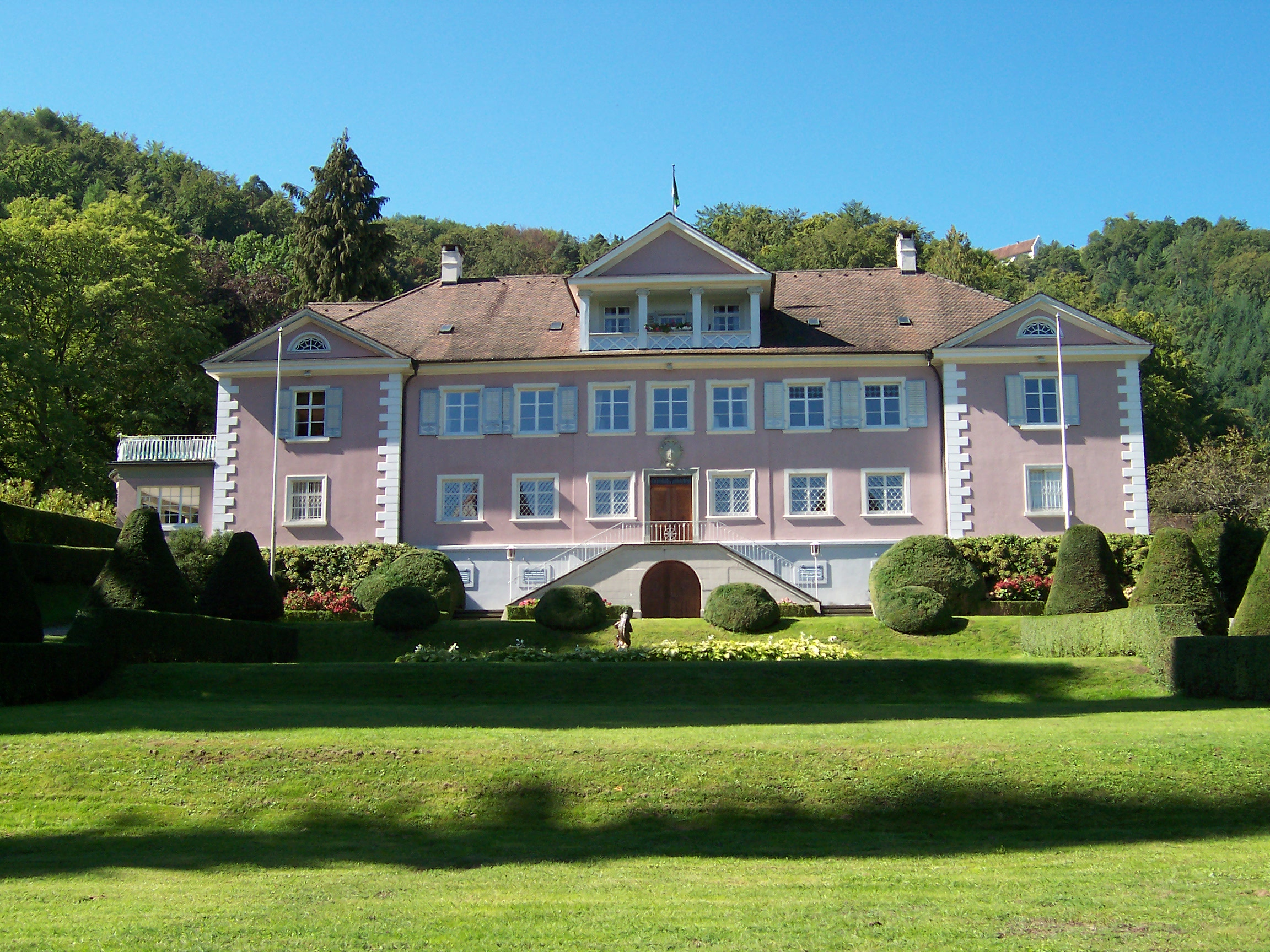
Castell Bodmann, seu actual de la família

### Castell Bodmann
Seu actual de la família, el castell Bodmann fou construït el 1757, i després reformat el 1831/1832 per Johann Baptist Wehrle (1791-1857), i finalment ampliat el 1907-1909. Constitueix un conjunt arquitectural relativament simple, en l'estil Weinbrenner, dotat d'un vast parc a l'anglesa. La família Bodmann viu sempre allí, i hi administra el seu patrimoni. Destaca sobre la porta d'entrada el blasó esculpit dels comtes de Bodmann. El castell és privat i no pot ser visitat.

### ManoirBodmann de Möggingen
Altra possessió de la família, residència secundària on viuen alguns descendents avui.

## Blasons

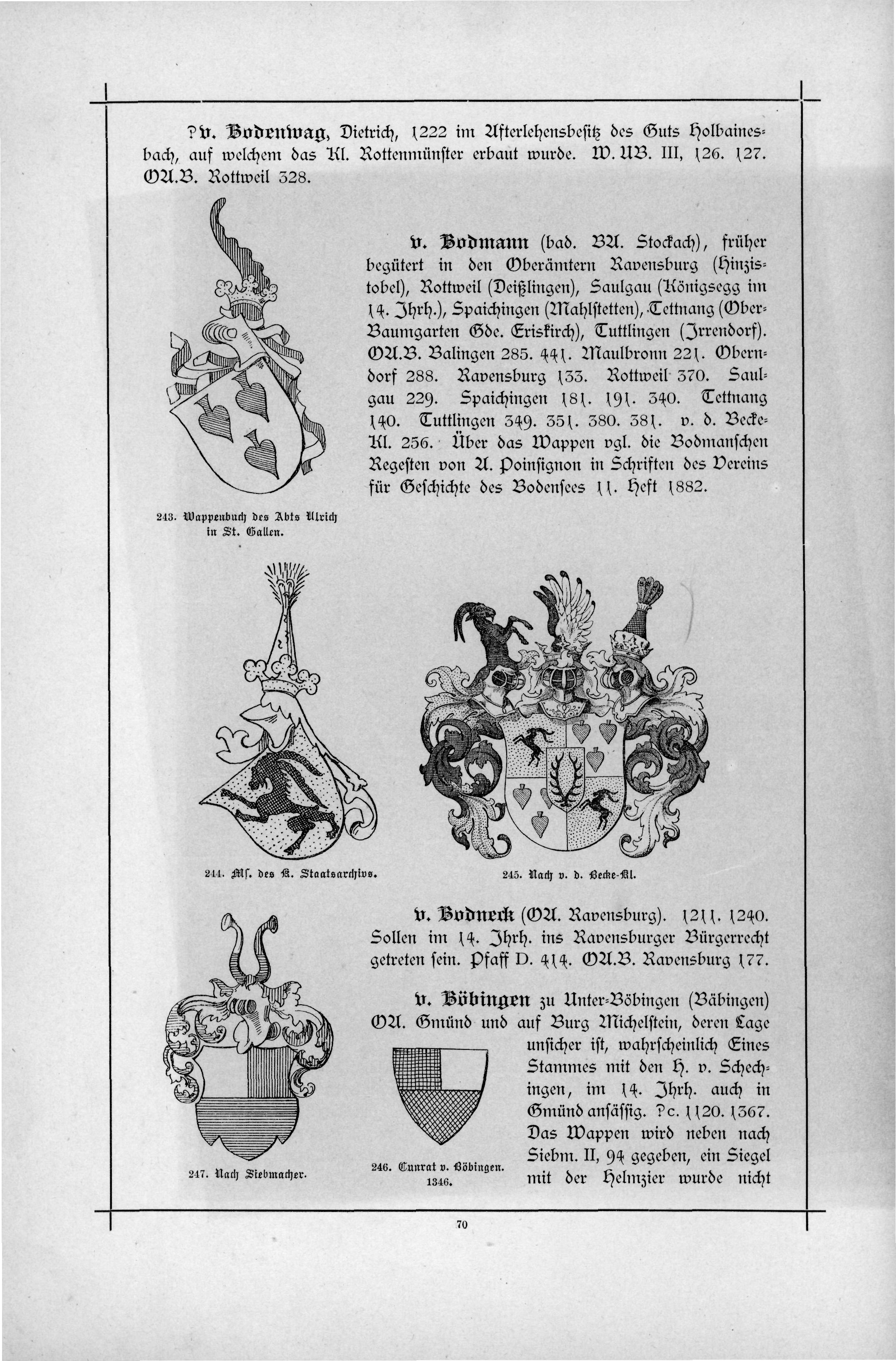
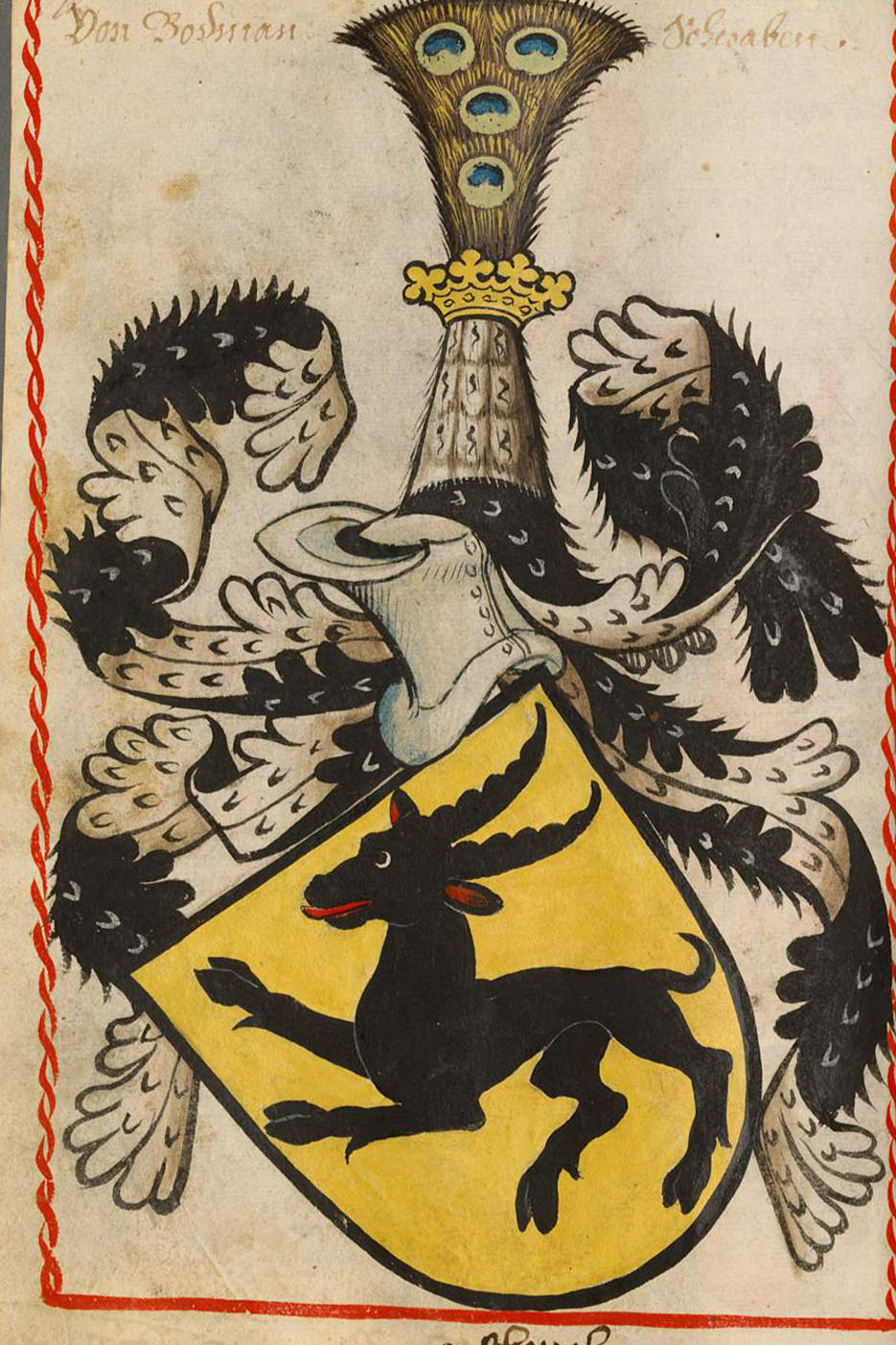
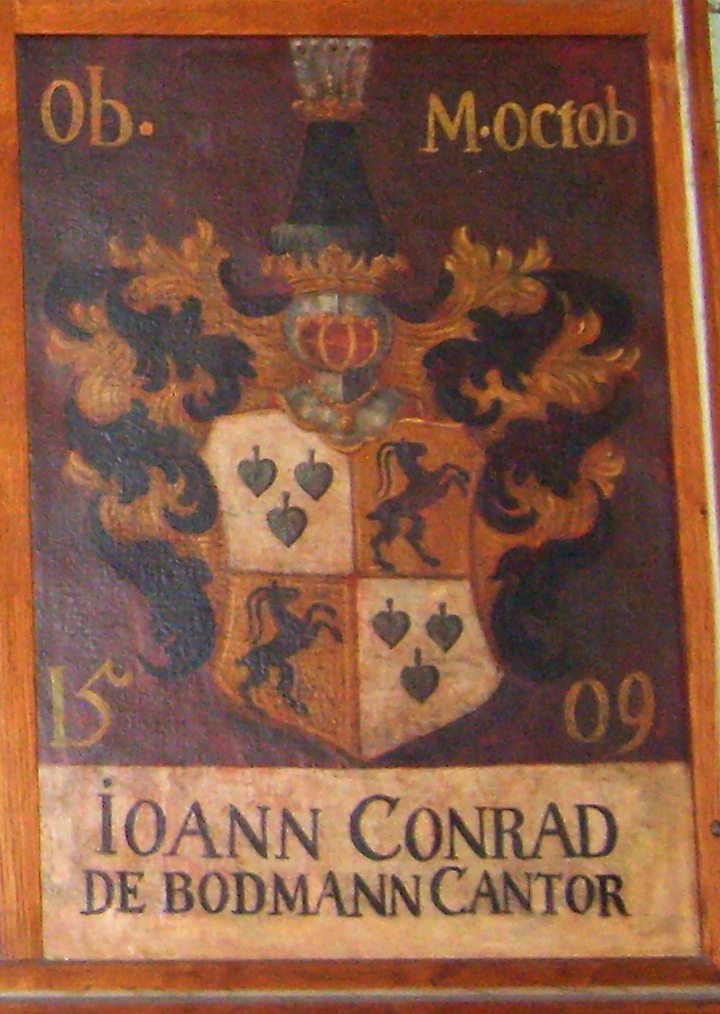
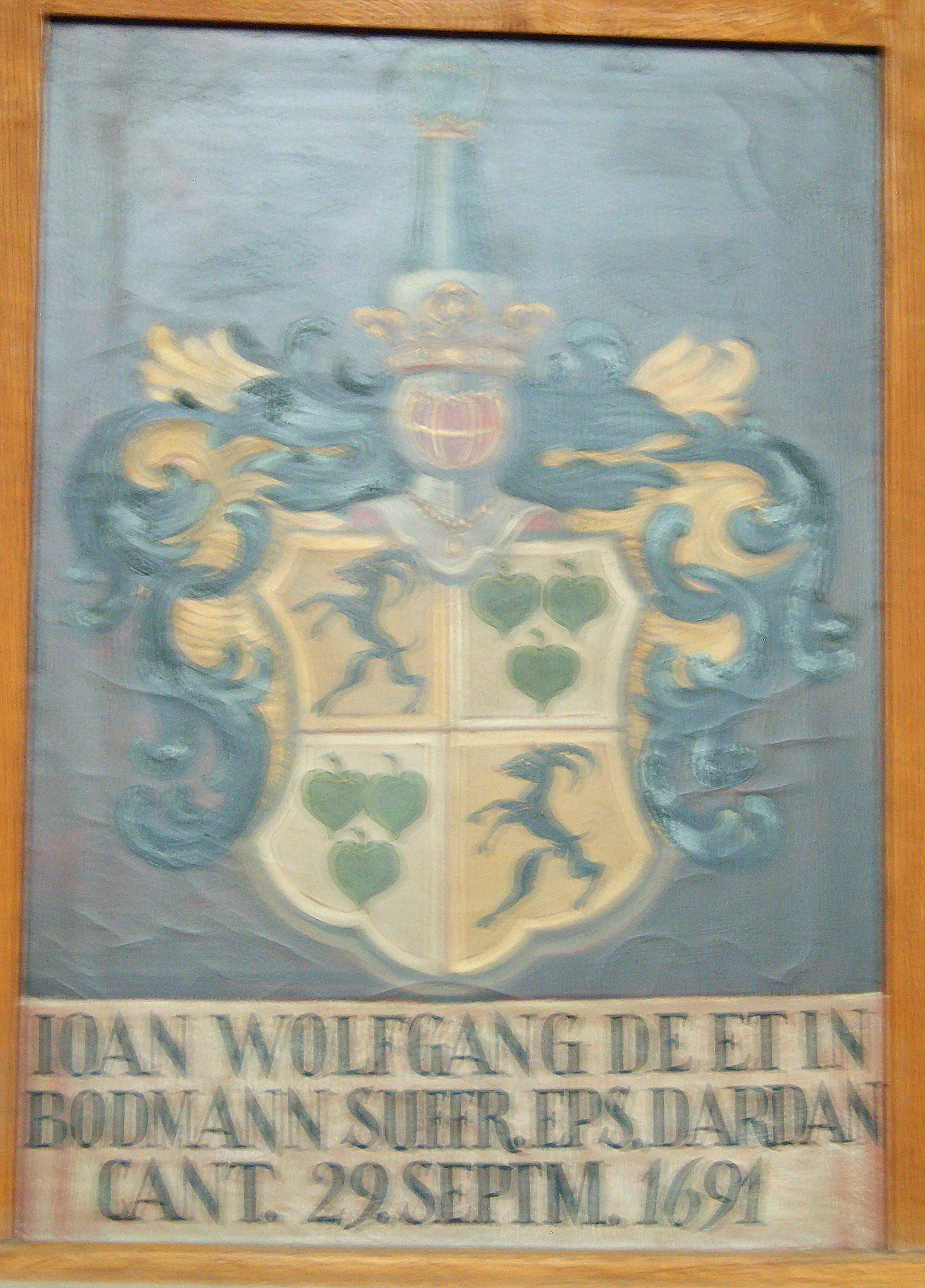
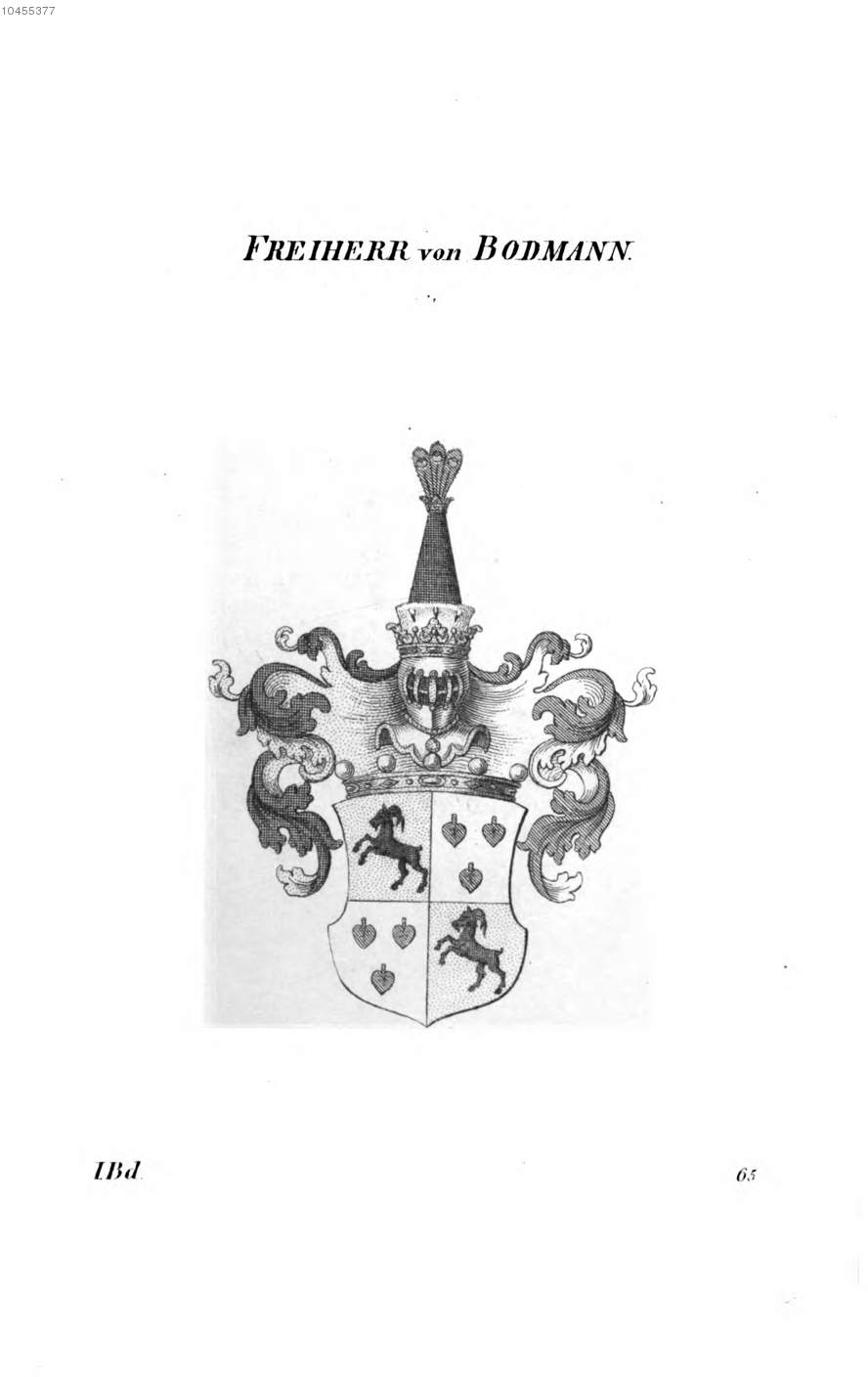
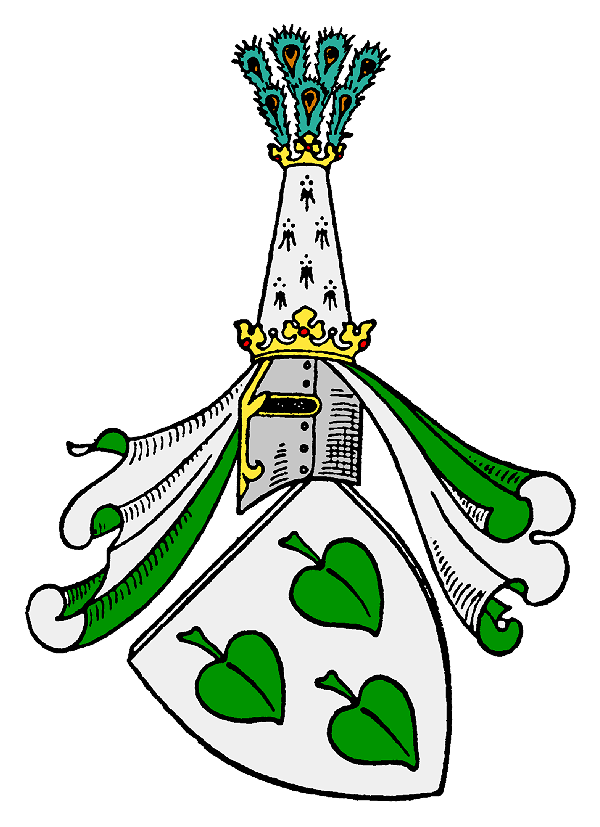
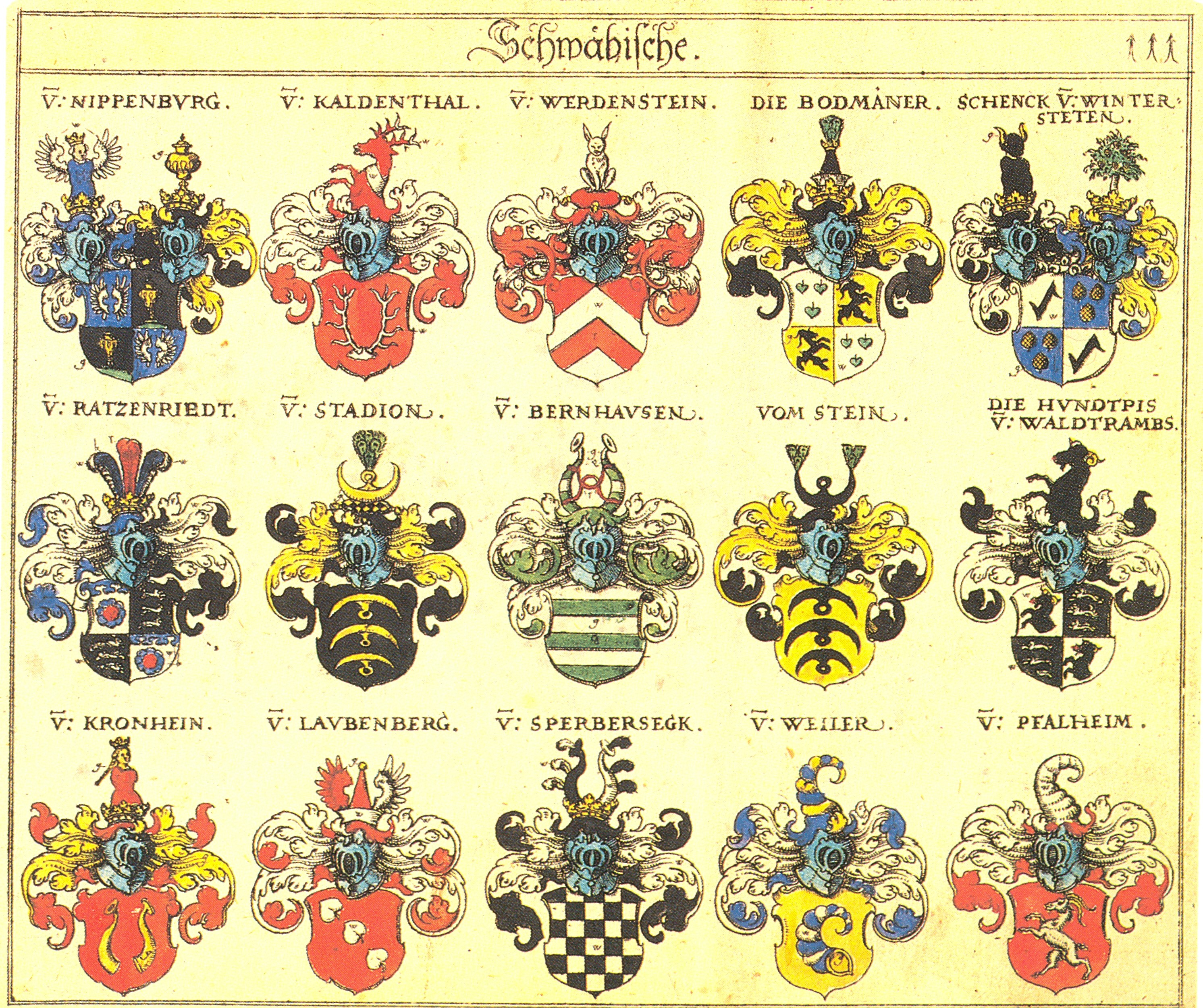

## Membres destacats
- Rosina de Bodmann, confident de l'emperadriu Hildegarda
- Eberhardus de Bodemen
- Johannes de Bodmann, fundador de la descendència subsistent
- Joan de Bodmann, anomenat el "landsturzer", cavaller errant i gran viatger
- Joan Simó de Bodmann, Baró, novici al convent de Weingarten
- Ulric de Bodmann, Baró
- Rupert de Bodmann (1646, † 1728), Abat del monestir de Kempten[Enllaç no actiu] (1678-1728)
- Johannes Wolfgang von Bodmann (1651; † 1691), bisbe de Constança (Baen-Würtemberg) (1686-1691)
- Franz von Bodmann (1835, † 1906), propietari i membre del Reichstag alemany
- Heinrich von Bodmann (1851, † 1929), advocat i home polític
- Emanuel von Bodmann (1874, † 1946), escriptor alemany
- Johann Leopold, Baró de Bodmann (von und zu Bodmann)
- Adelaida de Bodmann, baronessa, esposa de Lluís Albert de Würtemberg
- Alain de Bodman, alcalde de Villorceau